# Cordell Hull
Cordell Hull, född 2 oktober 1871 i Olympus i Overton County (i nuvarande Pickett County) i Tennessee, död 23 juli 1955 i Washington, D.C., var en amerikansk jurist, diplomat och demokratisk politiker.

## Biografi
Hull var medlem av kongressen 1907–1933 och, under president Franklin D. Roosevelt, utrikesminister åren 1933–1944. Hull var ordförande för demokraternas federala partistyrelse Democratic National Committee 1921–1924.
Han uppfattades som identisk med den s.k. Good Neighbor Policy, som bland annat innebar en icke-interventionistisk politik i Latinamerika, och att man motsatte sig Nazitysklands och Japans aggressionspolitik. 
Under de sista månaderna som utrikesminister, arbetade Hull för ett internationellt system med syfte att skapa fred och kollektiv säkerhet, och förberedde på så sätt bildandet av Förenta nationerna; han brukar kallas för FN:s fader. Efter krigsutbrottet i Europa 1939 stödde han på alla sätt västmakterna och spelade en viktig roll vid USA:s ställningstagande.
Cordell Hull erhöll Nobels fredspris 1945 för sina insatser vid förberedelserna för upprättandet av FN. Han är begravd i Washington National Cathedral.